# Cynethryth
Cynethryth (fl. 770-798) est une reine anglo-saxonne du VIIIe siècle.

## Biographie
Épouse du roi Offa de Mercie, Cynethryth commence à apparaître comme témoin sur ses chartes en 770. Elle joue clairement un rôle important aux côtés de son mari : c'est la seule reine anglo-saxonne dont le nom apparaît sur des pièces de monnaie. Les pièces à l'effigie de Cynethryth, frappées par un certain Eoba, sont peut-être inspirées de l'Antiquité romaine, à moins qu'elles ne suivent l'exemple d'Irène l'Athénienne, impératrice byzantine régnante contemporaine de Cynethryth.
Cynethryth donne au moins quatre enfants à Offa, trois filles et un fils :
- Ecgfrith, le successeur d'Offa ;
- Æthelburh, devenue abbesse ;
- Eadburh, épouse de Beorhtric, roi du Wessex ;
- Ælfflæd, épouse d'Æthelred Ier, roi de Northumbrie.

Dans une lettre à Ecgfrith, le lettré Alcuin le presse de suivre l'exemple de ses parents en saluant la piété de sa mère.
Après la mort d'Offa, en 796, Cynethryth devient abbesse du monastère de Cookham (en), dans le Berkshire. Elle semble également avoir exercé son autorité sur l'église de Bedford où son mari est inhumé. Elle est mentionnée pour la dernière fois dans une charte de 798 par laquelle l'archevêque de Cantorbéry Æthelhard lui confirme la possession de Cookham et lui octroie un autre monastère à Pectanege (lieu non identifié) en échange de la cession de terres qu'Offa avait léguées à sa femme dans le Kent.